# Formica canadensis
Formica canadensis är en myrart som beskrevs av Santschi 1914. Formica canadensis ingår i släktet Formica och familjen myror. Inga underarter finns listade i Catalogue of Life.

## Bildgalleri

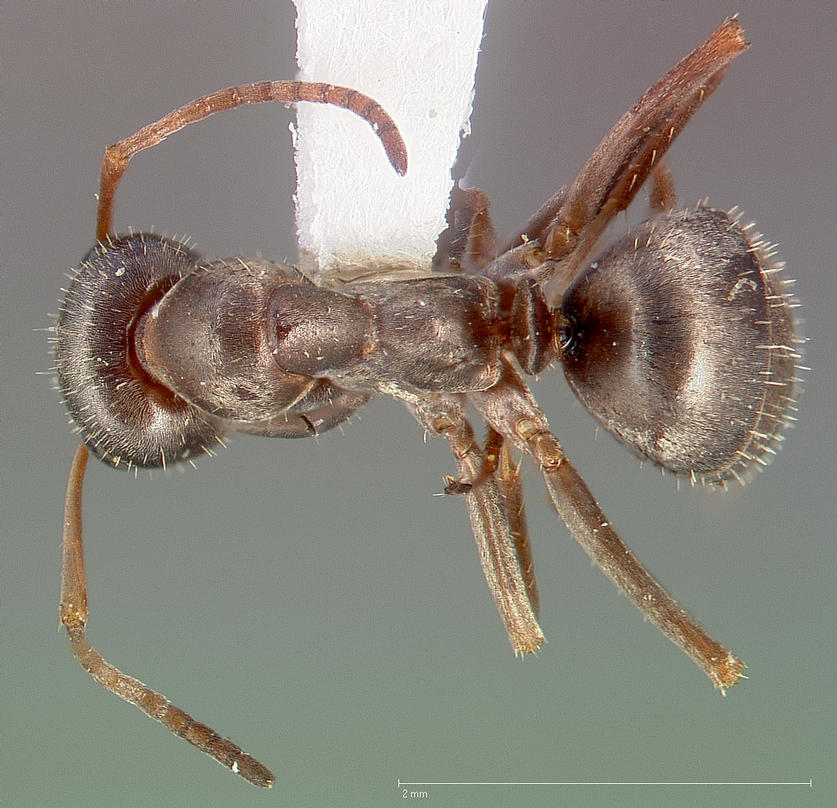
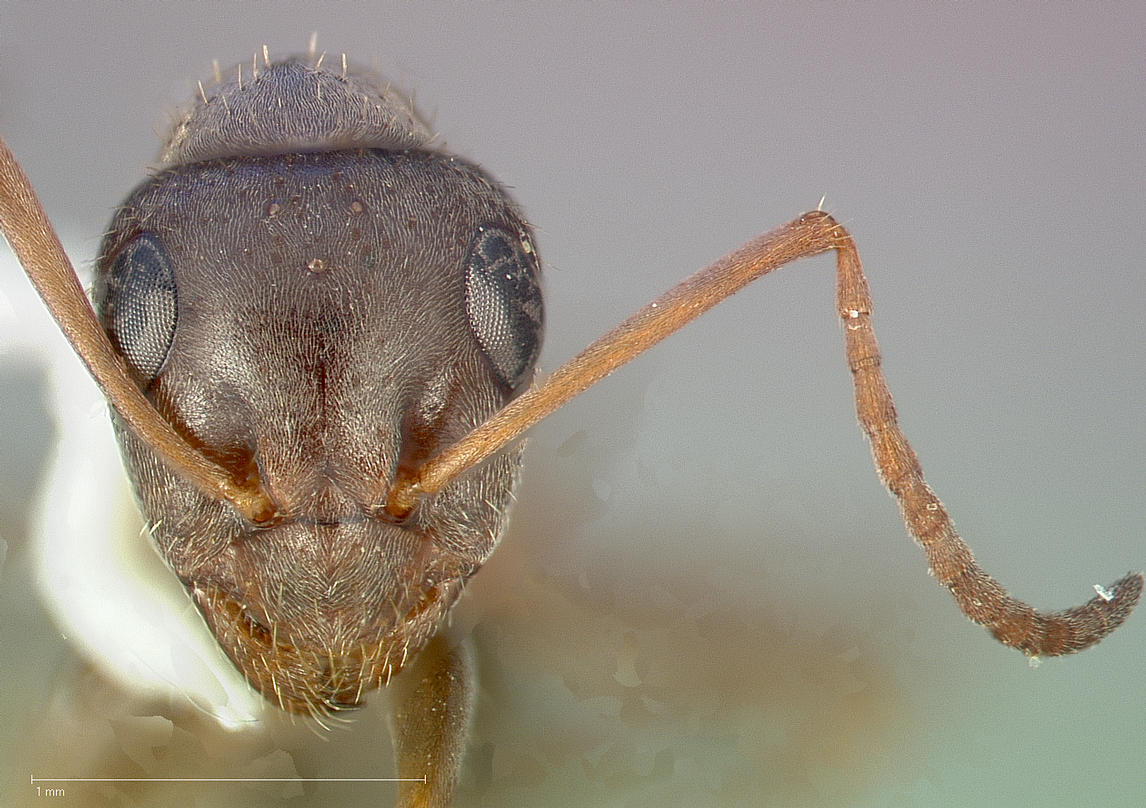
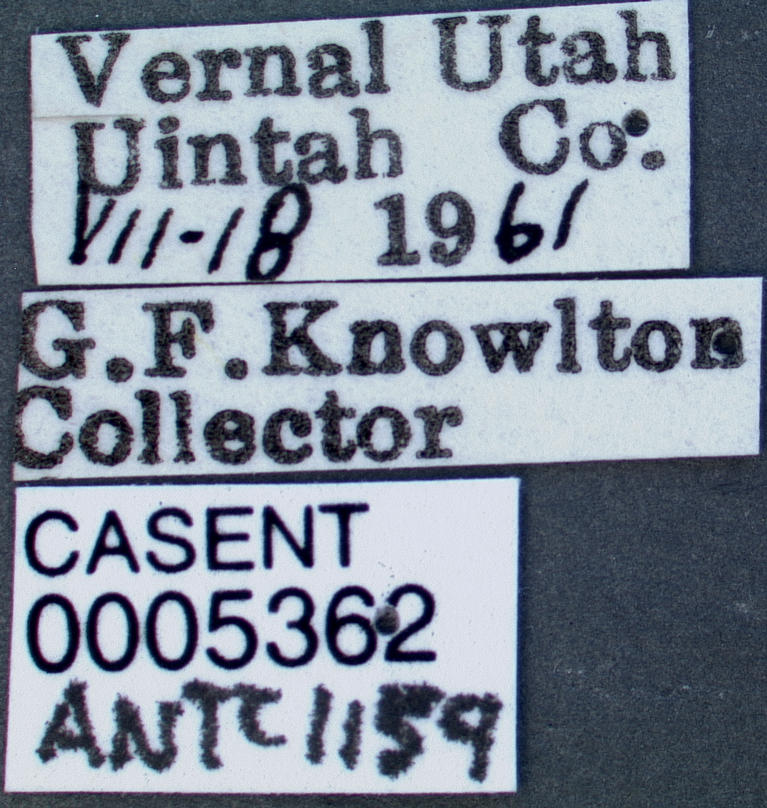
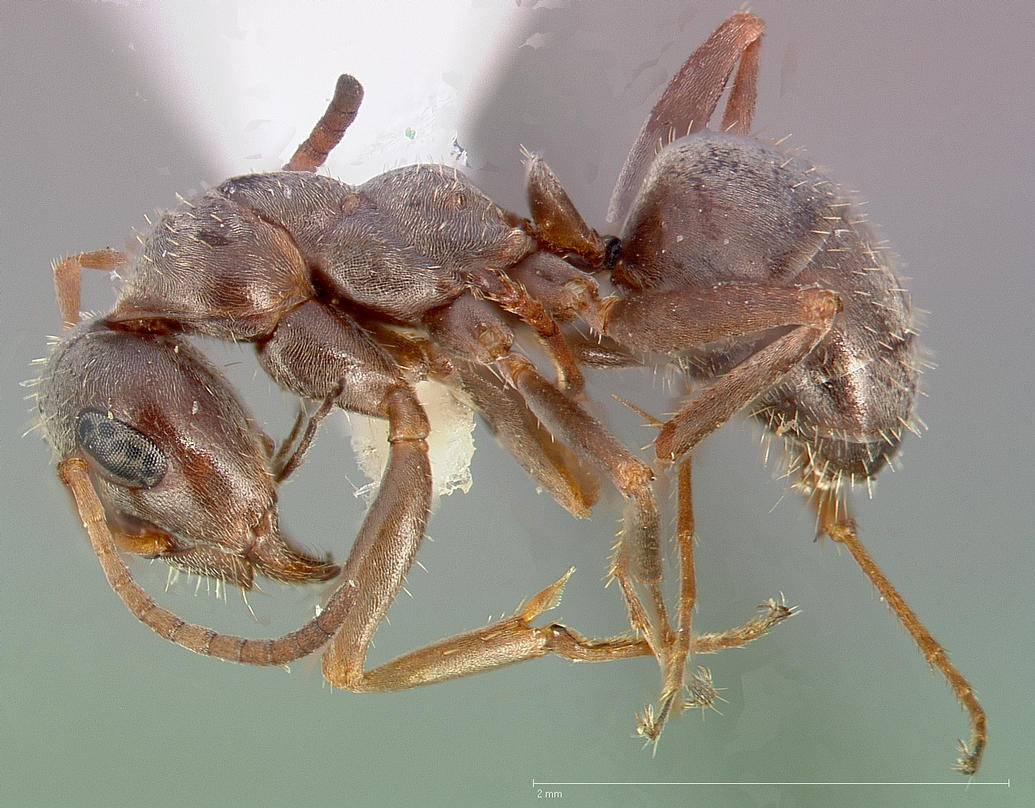